# Egira volandi
Egira volandi là một loài bướm đêm trong họ Noctuidae.